# Donato De Bonis
Donato De Bonis (Pietragalla, 13 aprile 1930 – Roma, 23 aprile 2001) è stato un vescovo cattolico italiano.

## Biografia
Nacque da una famiglia benestante di Pietragalla nell'Arcidiocesi di Acerenza, dove il padre esercitava la professione di bancario.
Segretario dell'Istituto per le opere di religione al fianco di Paul Casimir Marcinkus, dal 1989 fu prelato del medesimo istituto.
Secondo Giancarlo Galli, tuttavia, «il vero dominus dello Ior rimaneva monsignor Donato De Bonis, in rapporti con tutta la Roma che contava, politica e mondana. Francesco Cossiga lo chiamava Donatino, Giulio Andreotti lo teneva in massima considerazione. E poi aristocratici, finanzieri, artisti come Sophia Loren. Questo spiegherebbe perché fra i conti si trovassero anche quelli di personaggi che poi dovevano confrontarsi con la giustizia. Bastava un cenno del monsignore per aprire un conto segreto».
Dall'archivio di Renato Dardozzi, emerge l'attività di De Bonis nella costruzione di una rete finanziaria clandestina, costituita da inesistenti fondazioni benefiche ("Fondazione per i bambini poveri", "Lotta alla leucemia") finalizzata alla gestione dei rapporti con politici democristiani, tra cui Giulio Andreotti. Secondo Caloia, il deposito intestato nel 1987 alla inesistente Fondazione cardinale Francis Spellman era un conto segreto di Giulio Andreotti (conto 001-3-14774-C). Nella disposizione testamentaria autografa, De Bonis scrive: «Quanto risulterà alla mia morte a credito del conto sia messo a disposizione di S.E. Giulio Andreotti per opere di carità e di assistenza secondo la sua discrezione. Ringrazio nel nome di Dio benedetto». Dalla movimentazione del conto Spellman, risultano assegni a Severino Citaristi, cassiere della Democrazia Cristiana e Odoardo Ascari, difensore di Andreotti nei processi per mafia.
Quando nel 1989 a Paul Marcinkus subentra Angelo Caloia, De Bonis entra frequentemente in conflitto con questi.
Tra il 1989 e il 1993, De Bonis continua ad operare sui conti segreti, movimentando complessivamente circa 310 miliardi di lire, secondo un rapporto che Caloia nell'agosto del 1992 invia a papa Wojtyla.
Secondo Gianluigi Nuzzi, «Lo Ior parallelo ha così gestito non solo risparmi ma anche tangenti per conto terzi negli anni novanta, assegni per i palazzi del Vaticano finiti al cardinale Castillo Lara, soldi sottratti dalle somme che i fedeli lasciavano per le messe per i defunti, depositi per 30-40 miliardi di lire delle suore che lavoravano nei manicomi, sino ai conti correnti di imprenditori come i Ferruzzi, segretari dei papi come monsignor Pasquale Macchi, e soprattutto, di politici, a cominciare dall'allora presidente del consiglio Giulio Andreotti e di Ciancimino»
Nel 1993, all'avvicinarsi della scadenza del primo quinquennio di Caloia, De Bonis, assieme con il cardinale Rosalio José Castillo Lara, allora presidente dell'Amministrazione del patrimonio della Sede Apostolica, e con Giovanni Danzi, cerca di farlo sostituire con Virgil C. Dechant, membro dei Cavalieri di Colombo, ma viene invece mandato da papa Wojtyla a fare da Prelato ai Cavalieri di Malta.

## Genealogia episcopale
La genealogia episcopale è:
- Cardinale Scipione Rebiba
- Cardinale Giulio Antonio Santori
- Cardinale Girolamo Bernerio, O.P.
- Arcivescovo Galeazzo Sanvitale
- Cardinale Ludovico Ludovisi
- Cardinale Luigi Caetani
- Cardinale Ulderico Carpegna
- Cardinale Paluzzo Paluzzi Altieri degli Albertoni
- Papa Benedetto XIII
- Papa Benedetto XIV
- Papa Clemente XIII
- Cardinale Marcantonio Colonna
- Cardinale Giacinto Sigismondo Gerdil, B.
- Cardinale Giulio Maria della Somaglia
- Cardinale Carlo Odescalchi, S.I.
- Cardinale Lucido Maria Parocchi
- Papa Pio X
- Papa Benedetto XV
- Papa Pio XII
- Cardinale Carlo Confalonieri
- Cardinale Corrado Ursi
- Vescovo Donato De Bonis

## Premi e riconoscimenti
Nel 1989 gli è stato conferito dall'Amministrazione comunale di Pomarico (MT), il premio LucaniaOro per la politica della finanza.